# Roderik Bouwman
Arnoldus Leonardus Henricus Roderik (Roderik) Bouwman (Haarlem, 24 maart 1957) speelde 107 interlands (82 doelpunten) voor de Nederlandse hockeyploeg. De makkelijk scorende aanvaller van onder meer Amsterdam en HGC maakte zijn debuut voor Oranje op 19 augustus 1978 in de oefeninterland in en tegen Engeland (1-4).
Bouwman nam deel aan één Olympische Spelen: Los Angeles 1984. Bij dat laatste toernooi, waar Nederland op een als teleurstellend ervaren zesde plaats eindigde, speelde hij zijn laatste interland. Zijn vader Henk Bouwman kwam eveneens uit voor het Nederlands elftal, en maakte deel uit van de ploeg die in 1948 deelnam aan de Olympische Spelen van Londen. Na zijn actieve carrière bleef Bouwman actief in het hockey; hij was nadien onder meer commissaris tophockey bij HC Klein Zwitserland.
Peter van Asbeck · 
Ewout van Asbeck · 
Lex Bos · 
Roderik Bouwman · 
Cees Jan Diepeveen · 
Theodoor Doyer · 
Maarten van Grimbergen · 
Arno den Hartog · 
Tom van 't Hek · 
Pierre Hermans · 
René Klaassen · 
Hans Kruize · 
Jan Hidde Kruize · 
Ties Kruize · 
Eric Pierik · 
Ron Steens ·
Coach: Wim van Heumen